# Volta Redonda FC
Az Volta Redonda Futebol Clube, labdarúgó csapatát 1976-ban hozták létre az azonos nevű Volta Redonda településén. A brazil klub Rio de Janeiro Carioca bajnokságának első osztályában, valamint az országos harmadik vonalban szerepel.

## Sikerlista

### Hazai
- 1-szeres negyedosztályú bajnok: 2016

### Állami
- 4-szoros Série B bajnok: 1987, 1990, 2004, 2022
- 1-szeres Taça Guanabara győztes:: 2005
- 5-szeres Copa Rio győztes: 1994, 1995, 1999, 2007, 2022

## Játékoskeret
2015-től
| #  |     | Poszt | Név            |
| -- | --- | ----- | -------------- |
| 1  | BRA | K     | Mota           |
| 12 | BRA | K     | Douglas Borges |
|    | BRA | K     | Táfine         |
| 2  | BRA | V     | Henrique       |
| 3  | BRA | V     | Reniê          |
| 4  | BRA | V     | Luan           |
| 6  | BRA | V     | Pedro Rosa     |
| 13 | BRA | V     | Fabricio       |
| 29 | BRA | V     | Ari            |
| 33 | BRA | V     | Márcio Luiz    |
| 40 | BRA | V     | Anderson       |
|    | BRA | V     | Gomes          |
|    | BRA | KP    | Eduardo        |
|    | BRA | KP    | Salomão        |

| #  |     | Poszt | Név            |
| -- | --- | ----- | -------------- |
| 5  | BRA | KP    | Diego Paulista |
| 8  | BRA | KP    | Bruno Barra    |
| 10 | BRA | KP    | Magnum         |
| 11 | BRA | KP    | Higor Leite    |
| 15 | BRA | KP    | Jorginho       |
| 23 | BRA | KP    | Kayo           |
| 27 | BRA | KP    | Pedro          |
| 30 | BRA | KP    | Niltinho       |
| 7  | BRA | CS    | Adeílson       |
| 9  | BRA | CS    | Tiago Amaral   |
| 88 | BRA | CS    | Hugo           |
| 92 | BRA | CS    | Tutinha        |
| 97 | BRA | CS    | Alan Carius    |